# Anomalipes zhaoi
Anomalipes zhaoi — вид ящеротазових динозаврів родини Caenagnathidae, що існував у кінці крейдового періоду. Описаний у 2018 році.

## Скам'янілості
Рештки динозавра знайдено у відкладеннях формації Сіньгечжуан поблизу міста Чжучен провінції Шаньдун на сході Китаю. Було виявлено кістки лівої задньої кінцівки. Голотип зберігається у Музеї динозаврів Чжучена.

## Назва
Родова назва Anomalipes, що перекладається латинської мови як «аномальна стопа», вказує на незвичайну форму стопи динозавра. Видовий епітет A. zhaoi вшановує китайського палеонтолога Чжао Сіцзиня.

## Опис
Динозавр сягав 2 м завдовжки. Оціночна вага — 45-60 кг.